# Virsac
Virsac egy francia település Gironde megyében az Aquitania régióban. Lakosainak száma 1283 fő (2022. január 1.).

## Adminisztráció
Polgármesterek:
- 2007–2020 Christiane Bourseau

## Demográfia
| Lakosok száma | 341  | 593  | 926  | 962  | 1052 | 1065 | 1112 | 1171 | 1262 | 1283 |
|               | 1968 | 1982 | 1990 | 2006 | 2013 | 2015 | 2017 | 2019 | 2020 | 2022 |